# Марина Аитова
Марина Аитова (рођена Коржова) (Караганди, 13. септембар 1982) је казахстанска атлетичарка специјалиста за скок увис. Повремено је скакала удаљ. Вишеструка првакиња и рекордерка Азије на отвореном и у дворани и трострука учесница Летњих олимпијских игара.

## Значајнији резултати
| Год. | Такмичење                      | Место                           | Плас. | Резултат | Бел. |
| ---- | ------------------------------ | ------------------------------- | ----- | -------- | ---- |
| 1999 | Светско првенство младих       | Бидгошћ, Пољска                 | 4.    | 1,79     |      |
| 1999 | Азијско јуниорско првенство    | Сингапур                        | 4.    | 1,79     |      |
| 2000 | Светско јуниорско првенство    | Сантјаго, Чиле                  | 9.    | 1,80     |      |
| 2000 | Азијско првенство              | Џакарта, Индонезија             |       | 1,83     |      |
| 2001 | Азијско првенство за јуниоре   | Бандар Сери Бегаван, Брунеј     |       | 1,85     |      |
| 2002 | Азијско првенство              | Коломбо, Шри Ланка              |       | 1,84     |      |
| 2002 | Азиске игре                    | Бусан, Јужна Кореја             | =     | 1,88     |      |
| 2003 | Светско првенство у дворани    | Бирмингем, Уједињено Краљевство | 17.   | 1,87 ЛР  |      |
| 2003 | Светско првенство на отвореном | Париз, Француска                | =22.  | 1,80     |      |
| 2003 | Афроазијске игре               | Хајдерабад, Индија              | 1.    | 1,88     |      |
| 2004 | Олимпијске игре                | Атина, Грчка                    | =31.  | 1,85     |      |
| 2006 | Азијско првенство у дворани    | Патаја, Тајланд                 |       | 1,93     |      |
| 2006 | Светски куп                    | Атина, Грчка                    | 3.    | 1,94     |      |
| 2006 | Азиске игре                    | Доха, Катар                     |       | 1,93     |      |
| 2007 | Летња универзијада             | Бангкок, Тајланд                |       | 1,92     |      |
| 2007 | Светско првенство на отвореном | Осака, Јапан                    | =7.   | 1,94     | ]    |
| 2008 | Светско првенство у дворани    | Валенсија, Шпанија              | 5.    | 1,95     |      |
| 2008 | Олимпијске игре                | Пекинг, Кина                    | 10.   | 1,93     |      |
| 2009 | Светско првенство на отвореном | Берлин, Немачка                 | 13.   | 1,92     |      |
| 2010 | Азијско првенство у дворани    | Техеран, Иран                   |       | 1,93     |      |
| 2010 | Светско првенство у дворани    | Доха, Катар                     | 7.    | 1,91     |      |
| 2011 | Азијско првенство              | Кобе, Јапан                     |       | 1,89     |      |
| 2011 | Светско првенство на отвореном | Тегу, Јужна Кореја              | =19.  | 1,89     |      |
| 2012 | Олимпијске игре                | Лондон, Уједињено Краљевство    | НП    | 1,93     |      |
| 2013 | Азијско првенство              | Пуна, Индија                    |       | 1,88     |      |
| 2013 | Светско првенство на отвореном | Москва, Русија                  | 25.   | 1,83     |      |

## Лични рекорди
| Дисциплина | Дисциплина   | Резултат   | Место            | Датум                          |
| ---------- | ------------ | ---------- | ---------------- | ------------------------------ |
| Скок увис  | На отвореном | 1,99 м АЗР | Атина            | 13. јул 2009                   |
| Скок увис  | У дворани    | 1,96 м     | Котбус Валенсија | 30. јануар 2008. 8. март 2008. |